# Saison 22 des Simpson
Chronologie
Saison 21 Saison 23
Cet article présente les épisodes de la 22e saison de la série télévisée Les Simpson (The Simpsons), diffusée en France à partir du 19 décembre 2011 sur Canal+, ainsi que sur W9 depuis le 22 février 2014. En Belgique, elle était diffusée sur Club RTL en 2012. En Suisse, elle était diffusée sur RTS Deux.

## Épisodes
| № | #  | Titre | Réalisation                       | Scénario                            | Première diffusion                 | Code de prod. | Audience (en millions) |
| --- | -- | --- | --------------------------------- | ----------------------------------- | ---------------------------------- | ------------- | ---------------------- |
| 465 | 1  | Cours élémentaire musical (Les jaunesses musicales) Elementary School Musical                                    | Mark Kirkland                     | Tim Long                            | 26 septembre 2010 19 décembre 2011 | MABF21        | 7,75                   |
| Au soir de l’annuelle remise des prix Nobel, Lisa, ses amis et Homer sont surpris d’entendre le nom de Krusty gagner le Prix Nobel de la paix. Le lendemain, après un petit discours adressé à la ville, le clown propose à Homer de l’accompagner à la cérémonie en Norvège afin d’avoir au moins quelqu’un qui rira de ses blagues au sein du public. Il accepte à condition de prendre Bart avec lui, négligeant involontairement Lisa. La petite étant contrariée et attristée d’avoir été mise de côté, Marge décide de la déposer une semaine dans un camp d’art théâtral pour qu’elle puisse s’épanouir à travers ses passions. Pendant ce temps, au lieu d’atterrir à Oslo, l’avion des trois hommes se pose en Hollande. Là-bas, Krusty sera forcé de comparaître à la cour pénale internationale en raison de son comportement déplorable pendant plusieurs années, et les deux Simpson vont devoir chercher des preuves pour l’innocenter... Invités : Lea Michele, Amber Riley et Cory Monteith |    | |                                   |                                     |                                    |               |                        |
| 466 | 2  | Drôle d'héritage (Prêt pas prêt j'y vas) Loan-a Lisa                                                             | Matthew Faughnan                  | Valentina Garza                     | 3 octobre 2010 19 décembre 2011    | MABF17        | 8,59                   |
| Abraham Simpson décide de distribuer ses économies à toute la famille Simpson. Lisa souhaite utiliser cet argent pour investir dans la toute nouvelle société de Nelson qui est en train de monter en flèche. Lorsqu'elle se rend compte que cette société pourrait le faire quitter l'école, elle décide de lui présenter Mark Zuckerberg, le créateur de Facebook, jusqu'à ce qu'elle se rende compte qu'il a lui aussi arrêté l'école pour monter son entreprise. Elle entreprend donc de convaincre Nelson qu'il est essentiel qu'il continue de rester à l'école... Invités : Mark Zuckerberg et Muhammad Yunus |    | |                                   |                                     |                                    |               |                        |
| 467 | 3  | Bart-ball (Une très bonne Bartie) Money Bart                                                                     | Nancy Kruse                       | Tim Long                            | 10 octobre 2010 20 décembre 2011   | MABF18        | 6,72                   |
| Convaincue que toute activité extrascolaire ne peut que donner plus de valeur à son cursus scolaire, Lisa décide de devenir l'entraineur de l'équipe de baseball que Bart est en train de former. Bien que ne connaissant pas grand-chose au baseball, Lisa parvient à faire gagner son équipe grâce à ses connaissances dans les statistiques. Mais alors que Bart remettait en cause sa façon de faire, Lisa le renvoie de l'équipe. Bart fait alors la rencontre du champion de baseball Mike Scioscia qui lui donne ainsi quelques conseils... Invités : Mike Scioscia et Bill James |    | |                                   |                                     |                                    |               |                        |
| 468 | 4  | Simpson Horror Show XXI (Spécial d’Halloween XXI) Treehouse of Horror XXI                                        | Bob Anderson                      | Joel H. Cohen                       | 7 novembre 2010 20 décembre 2011   | MABF16        | 8,19                   |
| - War and Pieces : Marge s'inquiète à propos de l'extrême violence qu'il y a dans les jeux vidéo et encourage Bart et Milhouse à retourner aux vieux jeux vidéo d'autrefois. Les deux garçons découvrent une planche de jeu qui n'est pas si ennuyeux lorsqu'ils apprennent que ce jeu, qui se joue dans la vraie vie, est un beat'em all dans lequel ils doivent battre tous les challengers pour pouvoir retourner chez eux... - Master and Cadaver : Homer et Marge décident de passer une seconde lune de miel sur un bateau, mais leur petit voyage est interrompu lorsqu'ils sauvent la vie de Roger, un naufragé qui a réussi à survivre à un empoisonnement général de son équipage. Persuadés qu'il veut les tuer, Homer et Marge décident de prendre les choses en main... - Tweenlight : Lisa devient proche d'un mystérieux nouvel élève, Edmund, qui s'avère être un vampire. Quand une vraie romance nait, les deux amoureux s'enfuient jusqu'à Dracula-La land. L'occasion pour Homer de partir à la rescousse de sa fille... Invités : Daniel Radcliffe et Hugh Laurie |    | |                                   |                                     |                                    |               |                        |
| 469 | 5  | Pas comme ma mère (Ma mère, mon désespoir) Lisa Simpson, This Isn't Your Life                                    | Matthew Nastuk                    | Joel H. Cohen                       | 14 novembre 2010 21 décembre 2011  | MABF20        | 8,97                   |
| Quand Lisa apprend que sa mère a été autrefois une très bonne élève, elle craint de finir exactement comme Marge mais sa mère parvient secrètement à lui offrir une place dans une meilleure école. Pendant ce temps, Bart remet involontairement Nelson à sa place et peut prétendre au titre de petite brute de l'école... |    | |                                   |                                     |                                    |               |                        |
| 470 | 6  | Ce fou d'Monty (Le Monty coune) The Fool Monty                                                                   | Steven Dean Moore                 | Michael Price                       | 21 novembre 2010 21 décembre 2011  | NABF01        | 6,58                   |
| Monsieur Burns apprend qu'il ne lui reste plus beaucoup de temps à vivre et qu'il souffre de multiples maladies. Il part se cacher dans la forêt mais Bart le recueille à l'insu de ses parents. Homer et Marge vont alors l'héberger à condition qu'il paye et de son côté Lisa apprendra que les vieilles manies ne se perdent vraiment jamais. Invité : Dick Cheney |    | |                                   |                                     |                                    |               |                        |
| 471 | 7  | Combien pour cet oiseau dans la vitrine ? (Pigeon Voyageur : Terminus) How Munched is that Birdie in the Window? | Michael Polcino                   | Kevin Curran                        | 28 novembre 2010 22 décembre 2011  | NABF02        | 9,38                   |
| Un soir orageux à Springfield, alors que Ned Flanders tente de rassurer ses enfants terrifiés par la tempête, Homer tente plutôt d’effrayer les siens avec une histoire d’horreur. Lorsque soudainement, il est interrompu par un projectile brisant la vitre de la chambre. De peur, Homer s’enfuit, tandis que les trois enfants se retrouvent avec un pigeon blessé à l’aile, allongé sur le sol. Après avoir appelé son propriétaire, et ce dernier refusant de reprendre son animal, Bart est contraint de garder la bête chez lui jusqu’à son rétablissement. Après quelques jours, le pigeon est de nouveau apte à voler et Bart tient à lui rendre sa liberté en forêt. Cependant, le jeune garçon change d’avis et décide de le garder. Devenant à présent son animal de compagnie, il lui trouve des utilités quotidiennes, comme d’en faire son messager personnel, mais envisage aussi de le faire voler en compétition, sauf que le chien l'a mangé... Invitées : Danica Patrick et Rachel Weisz |    | |                                   |                                     |                                    |               |                        |
| 472 | 8  | La Bataille de Noël (Lard de la guerre) The Fight Before Christmas                                               | Bob Anderson et Matthew Schofield | Dan Castellaneta et Deb Lacusta     | 5 décembre 2010 22 décembre 2011   | MABF22        | 9,54                   |
| Marge tente d’installer les premières décorations de Noël mais la famille semble totalement indifférente à l’esprit de la tradition cette année : Lisa boycotte le sapin tandis que Bart veut s’en prendre au Père Noël pour ne jamais lui avoir apporté sa bicyclette. Mais en attendant la venue de l’homme, le jeune garçon ne peut résister au sommeil. Et dans son rêve, il voit Otto conduire un train volant et venir le chercher pour l’emmener au Pôle Nord… En haut, Lisa, toujours frustrée par cette tradition de couper les sapins, s’endort au son d’un récit de Noël qui la plonge dans un rêve à l’époque d’Hitler où chaque sapin lui rappelle sa mère, partie trop brusquement à la guerre… Dans sa chambre, Marge écrit une lettre à Martha Stewart pour qu’elle lui vienne en aide afin de faire respecter la tradition de Noël au sein de sa famille. Et cette femme d’affaires va justement apparaître dans son rêve… Quant à Maggie, profondément endormie aux côtés d’un DVD sur les marionnettes, elle rêve de la famille à la veille de vacances à Hawaï, sauf que Monsieur Burns va venir perturber leur départ... Invitées : Martha Stewart et Katy Perry |    | |                                   |                                     |                                    |               |                        |
| 473 | 9  | Gym Tony (Gros Merda) Donnie Fatso                                                                               | Ralph Sosa                        | Chris Cluess                        | 12 décembre 2010 23 décembre 2011  | MABF19        | 7,18                   |
| Le jour du nouvel an, Lisa nettoie les déchets de la veille éparpillés dans le salon, jusqu’à ce que son frère vienne la taquiner. Ils vont alors aller réveiller leurs parents, dormant toujours après cette soirée bien arrosée, d’une façon extrêmement bruyante. À présent debout, c’est avec la gueule de bois qu’Homer va jeter les déchets à l’extérieur, sans les trier. Sauf qu’à ce moment-là, le chef Wiggum l’aperçoit commettre cette infraction et lui colle une amende salée. Sur les conseils de Moe, Homer décide alors d’apporter un petit pot de vin à la cour de justice pour tenter de faire sauter son amende, mais Wiggum surprend une fois de plus sa combine et il l’arrête pour de bon. Homer est alors condamné à 10 ans de prison, mais Clancy lui propose une façon dangereuse de réduire sa peine : travailler sous couverture pour le FBI. Sa mission : infiltrer l’équipe de Gros Tony, déjouer ses plans et le faire arrêter... Invités : Jon Hamm et Joe Mantegna |    | |                                   |                                     |                                    |               |                        |
| 474 | 10 | Faux Amis (Je voudrais revoir les mères) Moms I'd Like to Forget                                                 | Chris Clements                    | Brian Kelley                        | 9 janvier 2011 23 décembre 2011    | NABF03        | 12,60                  |
| Alors que les élèves de CM1 et CM2 font une partie de balle au prisonnier, Bart se rend compte qu'un des élèves de CM2 a la même cicatrice que lui sur la main. Perplexe, Bart cherche à en découvrir la raison ce qui le mène à Marge qui lui explique que sept ans plus tôt, elle faisait partie d'un club appelé « Les mamans cool » qui organisait des « rendez-vous jeux » avec leurs enfants. Nostalgique de cette époque, Marge décide de réintégrer ce club, mais lorsque les "rendez-vous jeux" de Bart cessent d'être marrants, ce dernier va essayer de rompre définitivement avec ce club et Marge se souviendra alors pourquoi elle l'avait quitté la première fois... |    | |                                   |                                     |                                    |               |                        |
| 475 | 11 | Moe n'en loupe pas une (Ho-Moe) Flaming Moe                                                                      | Chuck Sheetz                      | Matt Selman                         | 16 janvier 2011 26 décembre 2011   | NABF04        | 6,47                   |
| Quand Smithers aide Moe à transformer son bar miteux en un bar branché et raffiné, il devient le lieu de prédilection des homosexuels de Springfield. Grâce à cette nouvelle clientèle, l'activité financière du bar se porte au mieux. Seulement, Moe mène ses clients à penser qu'il est lui aussi homosexuel et, ayant peur que la vérité n'affecte les recettes enregistrées par son nouveau bar, il n'ose pas avouer que ce n'est pas le cas. Pendant ce temps, le directeur Skinner tombe sous le charme du nouveau professeur de musique, Madame Juniper. Lorsqu'il découvre que la fille de Madame Juniper est amoureuse de Bart, il va se servir de ce dernier pour se rapprocher du prof de musique... Invités : Alyson Hannigan, Kristen Wiig et Scott Thompson |    | |                                   |                                     |                                    |               |                        |
| 476 | 12 | Homer le père (Émission polluante) Homer the Father                                                              | Mark Kirkland                     | Joel H. Cohen                       | 23 janvier 2011 27 décembre 2011   | NABF05        | 6,50                   |
| Assis devant la télé, Homer et Lisa tombent sur une vieille sitcom des années 1980, « Thicker Than Water ». Peu à peu, Homer devient accro à cette série dont le père de famille est comme un modèle pour lui. Lorsque Bart le supplie pour avoir une nouvelle bicyclette, celui-ci refuse catégoriquement, pensant ainsi agir comme le bon père de famille de sa série. Bart cherche un moyen d’obtenir à tout prix cette bicyclette et, suivant une recommandation d’Homer, il va se mettre à étudier sans relâche pour ramener une bonne note. Cependant, même avec un bon résultat, Homer n’a aucune intention de la lui acheter. Furieux, Bart a alors l’idée de vendre des informations sur le boulot de son père à d’autres pays. C’est alors que les services secrets chinois viennent chercher le garçon et lui proposent un marché : la bicyclette en échange de tous les secrets de la centrale nucléaire. Et pour cela, Bart va devoir se rapprocher de son père... Invités : David Mamet et James Lipton |    | |                                   |                                     |                                    |               |                        |
| 477 | 13 | Le Bleu et le Gris (Le gris m'donne les bleus) The Blue and the Gray                                             | Bob Anderson                      | Rob LaZebnik                        | 13 février 2011 27 décembre 2011   | NABF06        | 5,61                   |
| C’est encore en tant que célibataire que Moe passe la Saint-Valentin. Triste et seul dans sa taverne, le barman est interpellé par une publicité à la télé : le docteur Kissingher, spécialiste en amour, tient une conférence le lendemain à Springfield pour apprendre aux hommes à être plus confiants face aux femmes. Lors de cette réunion, Moe s’impose au docteur et ce dernier lui avoue clairement que sa seule solution serait de trouver un ami qui l’accompagnerait en soirée pour draguer les filles plus facilement. Tout cela bien sûr sans que cet ami ne lui fasse de l’ombre pour autant. Moe porte alors son choix sur Homer, une personne qui, en principe, devrait se montrer discrète… Pendant ce temps, Marge découvre son premier cheveu gris et décide de changer de style en gardant quotidiennement cette couleur plus mature. Cependant, non seulement ce changement surprend tout le voisinage, mais cela va aussi déconcerter toute sa famille... |    | |                                   |                                     |                                    |               |                        |
| 478 | 14 | Papa furax : le film (Su-Père Choqué - Le film) Angry Dad - The Movie                                            | Matthew Nastuk                    | John Frink                          | 20 février 2011 28 décembre 2011   | NABF07        | 6,35                   |
| Seul à la maison, Bart en profite pour passer la journée devant la télé. Mais après un épisode d’Itchy & Scratchy, l’idée saugrenue d’attacher son skateboard à une corde reliée au ventilateur du plafond lui traverse l’esprit. Quand le reste de la famille revient, c’est un vrai chaos : la maison est sens dessus dessous et les dégâts vont sans aucun doute leur coûter très cher, lorsque, par pure coïncidence, un homme vient se présenter à leur porte pour proposer à Bart de faire de son vieux dessin animé, Papa Furax, un long-métrage. Emballés par cette idée, Bart et Homer partent visiter le studio d’animation où le film sera produit, et là-bas, manquant d’un doubleur pour la voix de Papa Furax, les producteurs proposent à Homer de doubler son propre personnage. Il accepte, mais ne s’y investit pas sérieusement… Lors de la projection du film, ce dernier n’est pas bien accueilli, notamment à cause de sa longueur. Mais en le réduisant en un court-métrage, c’est un réel succès, à tel point qu’il est nommé à de nombreuses et prestigieuses cérémonies. Cependant, c’est Homer qui s’approprie toutes les récompenses, volant ainsi tout le mérite de son fils... Invités : Halle Berry, Ricky Gervais, Russell Brand, Maurice LaMarche, Nick Park et J. B. Smoove                   |    | |                                   |                                     |                                    |               |                        |
| 479 | 15 | Les Langues du scorpion (Le bonheur est dans le pré) The Scorpion's Tale                                         | Matthew Schofield                 | Ian Maxtone-Graham et Billy Kimball | 6 mars 2011 28 décembre 2011       | NABF08        | 6,20                   |
| Lors d’une sortie éducative dans le désert, les élèves se dispersent en groupe pour découvrir les merveilles des plaines arides. Mais Lisa s’éloigne toute seule et tombe accidentellement dans une fosse où deux scorpions se jettent sur elle. Par chance, la jeune fille a atterri près d’une zone de lotus de Springfield et ces petites fleurs bleues ont le pouvoir de rendre inoffensives les deux bêtes normalement agressives. Lisa capture alors les deux scorpions avec deux fleurs pour pouvoir approfondir l’expérience chez elle… Sur le chemin du retour, le bus scolaire s’arrête en face de la maison de retraite où Abraham est encore en train de faire des siennes. Renvoyé de son logement, il est contraint de venir habiter chez les Simpson, mais son caractère grincheux, lui, ne cohabite pas vraiment avec les cinq autres. Inspiré de l’expérience de Lisa et l’effet du lotus sur les scorpions, Homer donne un extrait de cette plante à son père. C’est alors que ce dernier devient aimable, gentil et plus que jamais de bonne humeur. Peu de temps après, une industrie de drogue se sert d’Abraham pour reproduire la substance euphorique en grande quantité, mais tous ignorent encore les effets secondaires que cela va engendrer... Invités : Werner Herzog et Kevin Michael Richardson |    | |                                   |                                     |                                    |               |                        |
| 480 | 16 | Le Songe d'un ennui d'été (Le monde est moins store) A Midsummer's Nice Dreams                                   | Steven Dean Moore                 | Dan Castellaneta et Deb Lacusta     | 13 mars 2011 29 décembre 2011      | NABF09        | 5,44                   |
| Cheech et Chong, un duo comique des années 1980, viennent à Springfield, leur soi-disant ville natale, pour y entamer une nouvelle tournée. À l’annonce de cela, Homer est à la fois excité et consterné d’apprendre que ces deux humoristes cultes ne font pas encore partie de la culture de ses enfants. Alors évidemment, la famille est présente à l’évènement de la première représentation. Mais sur scène, Chong en a marre de la monotonie de leur spectacle : même le public en connait toutes les répliques ! Il décide alors d’improviser avant de finalement quitter soudainement le duo. Sur ces mots, Marge incite Homer à reprendre ce rôle et, dans un bref élan de spontanéité, il finit tout de même par monter sur scène. Séduit et impressionné par le succès, Cheech propose alors à Homer de poursuivre la tournée avec lui, ce qu’il ne refuse évidemment pas… Pendant ce temps, Chong se cherche un autre compère pour former un nouveau duo humoristique. Et de leur côté, Marge et Lisa comprennent que la folie de la femme aux chats ne peut être due qu’à l’état chaotique de sa maison et entreprennent alors de la nettoyer... Invités : Tommy Chong et Cheech Marin |    | |                                   |                                     |                                    |               |                        |
| 481 | 17 | L'Amour à couper le souffle (L'étrangleur de Springfield) Love is a Many-Strangled Thing                         | Michael Polcino                   | Bill Odenkirk                       | 27 mars 2011 29 décembre 2011      | NABF10        | 6,14                   |
| Pour le remercier d’être venu à son secours, Monsieur Burns offre à Homer une entrée au grand stade de Springfield. Sans attendre, il s’y rend en famille et, tous ensemble, ils assistent à un match de rugby. Pendant le jeu, un écran géant diffuse des images des fans exprimant leur contentement jusqu’à ce que, par hasard, la caméra s’arrête sur Bart qui refuse de montrer une quelconque excitation. Partant d’une bonne intention, Homer se met à chatouiller son fils qui rit aux éclats face aux caméras, mais qui finit malencontreusement par s’uriner dessus. Bart est publiquement humilié et son père ne sait comment se faire pardonner… C’est alors que Marge propose à Homer de s’inscrire à des cours de paternité chez un thérapeute : le docteur Zander. Lors de la première thérapie, le docteur est choqué d’apprendre qu’Homer étrangle son fils pour le corriger de ses mauvaises actions. Zander va tenter de remédier à cet acte barbare en faisant ressentir à Homer la peur d’être jeune et petit face à un père terrifiant. La thérapie fonctionne à merveille, mais lorsque Bart se rend compte que son père est devenu inoffensif, il sait que plus personne ne pourra l’empêcher de faire les pires bêtises... Invité : Kareem Abdul-Jabbar                                                |    | |                                   |                                     |                                    |               |                        |
| 482 | 18 | La Grande Simpsina The Great Simpsina                                                                            | Chris Clements                    | Martin Warburton                    | 10 avril 2011 30 décembre 2011     | NABF11        | 4,99                   |
| Les Simpson sont accueillis par le chanteur folk Ewell Freestone lors de la visite d'une exploitation agricole de pêche, mais quand Marge ne propose plus à la famille que des plats à base de pêches, Bart et Lisa tentent de se débarrasser de ce fruit devenu indésirable. Ce faisant, Lisa devient l'apprentie magicienne du légendaire "Grand Raymondo" qui l'aide à développer sa dextérité, mais un charmant garçon persuade Lisa de lui révéler le truc du plus célèbre tour de Raymondo, avant de le livrer à son ennemi juré. Alors que les actes du magicien rival prennent une tournure dangereuse, le Grand Raymondo garde encore un dernier atout dans sa manche et montre à Ricky Jay, Penn & Teller et David Copperfield qu'il reste le meilleur magicien... Invité : Martin Landau |    | |                                   |                                     |                                    |               |                        |
| 483 | 19 | La Vraie Femme de Gros Tony (Maîtresse, décolle !) The Real Housewives of Fat Tony                               | Lance Kramer                      | Dick Blasucci                       | 1er mai 2011 30 décembre 2011      | NABF12        | 6,10                   |
| Gros Tony demande Selma en Mariage, et Bart apprend qu'il a un don pour trouver des truffes avec son odorat... Invité : Joe Mantegna |    | |                                   |                                     |                                    |               |                        |
| 484 | 20 | Homer aux mains d'argent (Le Barbier de Springfield) Homer Scissorhands                                          | Mark Kirkland                     | Peter Gaffney et Steve Viksten      | 8 mai 2011 1er janvier 2012        | NABF13        | 5,48                   |
| Homer se découvre un talent pour couper les cheveux et devient coiffeur. Pendant ce temps, Lisa est désorientée lorsqu'une jolie fille à l'écoute montre de l'attirance pour Milhouse... Invitée : Kristen Schaal |    | |                                   |                                     |                                    |               |                        |
| 485 | 21 | 500 clés (Les 500 clés) 500 Keys                                                                                 | Bob Anderson                      | John Frink                          | 15 mai 2011 1er janvier 2012       | NABF14        | 6,00                   |
| Un tiroir plein de clés est à l'origine de plusieurs histoires : Homer vole le ballon dirigeable Duff, Bart apprend qu'il peut aussi être sage, Lisa trouve une étrange salle secrète sous l'école élémentaire, et Marge et Maggie s'engagent dans une poursuite de train électrique... |    | |                                   |                                     |                                    |               |                        |
| 486 | 22 | La Pêche au Ned (Voter Nedna !) The Ned-liest Catch                                                              | Chuck Sheetz                      | Jeff Westbrook                      | 22 mai 2011 1er janvier 2012       | NABF15        | 5,25                   |
| Se sentant coupable d'avoir fait suspendre Madame Krapabelle à la suite d'une de ses blagues à l'école, Bart l'aide à s'échapper de la retenue jusqu'à ce que Ned Flanders lui sauve la vie. Lorsque Edna et Ned commencent à se fréquenter, il est surpris d'apprendre qu'elle a été avec beaucoup d'hommes de Springfield, notamment le batteur d'Aerosmith Joey Kramer... Invités : Ken Burns et Joey Kramer |    | |                                   |                                     |                                    |               |                        |